# Spakenburg
Spakenburg est une ville de la commune néerlandaise de Bunschoten, dans la province d'Utrecht. Son nom officiel est Bunschoten-Spakenburg, depuis la fusion des deux communes.

Femme de Spakenburg, 1917
Gustave de Smet
Musée royal des Beaux-Arts d'Anvers

## Géographie
Spakenburg est située au Nord de Bunschoten, au sud du Zuyderzee, sur le Nijkerkernauw et l'Eemmeer. Sa superficie est de 34,88 km2. 

Localisation de Spakenburg dans la commune de Bunschoten

## Transports
Spakenburg est desservie par l'A1 et accessible par autocar de transports en commun, à partir d'Amersfoort.

## Démographie
Le 1er janvier 2006, le village comptait 19 486 habitants, soit une densité de 638 habitants/km2.
La croissance démographique de Spakenburg est forte au XXe siècle. La commune est fusionnée, en 1965, avec celle de Bunschoten, dont font également partie Zevenhuizen et Eemdijk.
Bien que l'isolement du village ait pris fin en 1955, l'endogamie est élevée, les jeunes de la ville se marient fréquemment entre eux. Les noms les plus répandus sont Graaf et Koelewijn. Du fait du petit nombre de noms de famille différents, de nombreux surnoms ont cours, surtout chez les personnes âgées. La plupart des jeunes choisissent de vivre à Spakenburg, bien que le prix élevé de l'immobilier ait amorcé récemment (2009) un changement : les jeunes adultes vont maintenant habiter dans un des nouveaux lotissements de Vathorst et Nieuwland, à Amersfoort.
Un certain nombre de mythes concernant la population ont la vie dure : les habitants ne seraient pas vaccinés, ou n'auraient pas la télévision. Cependant, la division des tâches selon le sexe reste encore très traditionnelle, et les familles nombreuses sont la règle.

## Histoire
Le nom de Spakenburg apparaît pour la première fois au XVe siècle. C'est la pêche qui va donner son essor au village. Le village, sur le Zuiderzee, est victime de nombreuses inondations. Pour lutter contre celles-ci, une digue est rapidement érigée. Les pêcheurs gagnent leur vie avec les botters qu'ils arment. En 1892, il y avait environ 200 bateaux de pêche à Spakenburg. Pour faire face à la croissance de la flottille, un second port est construit en 1866 (le Nouveau Port).
À la suit de la fermeture du Zuyderzee en 1932, l'activité de pêche commence à décliner, et ce déclin s'accélère après la Seconde Guerre mondiale. Dans les années 1970, la diminution de l'importance économique de la pêche conduit les autorités à construire un troisième port, consacré aux bateaux de plaisance. En 2009, on ne comptait plus que 30 bateaux de pêche dans le Vieux Port. Cela constitue cependant la moitié de la flotte de botters des Pays-Bas. Sur le quai aux bateaux (le Helling), on trouve une activité de réparation, mais il n'y a pas de construction neuves mises en chantier, à l'exception d'un botter construit à la fin des années 1980, pour le compte de la commune de Bunschoten. Les botters ne sont plus utilisés que pour la plaisance, la pêche se pratique maintenant avec des cotres modernes. Bien que Spakenburg vive encore largement du commerce des poissons, le dernier pêcheur a pris sa retraite durant l'été 2008.

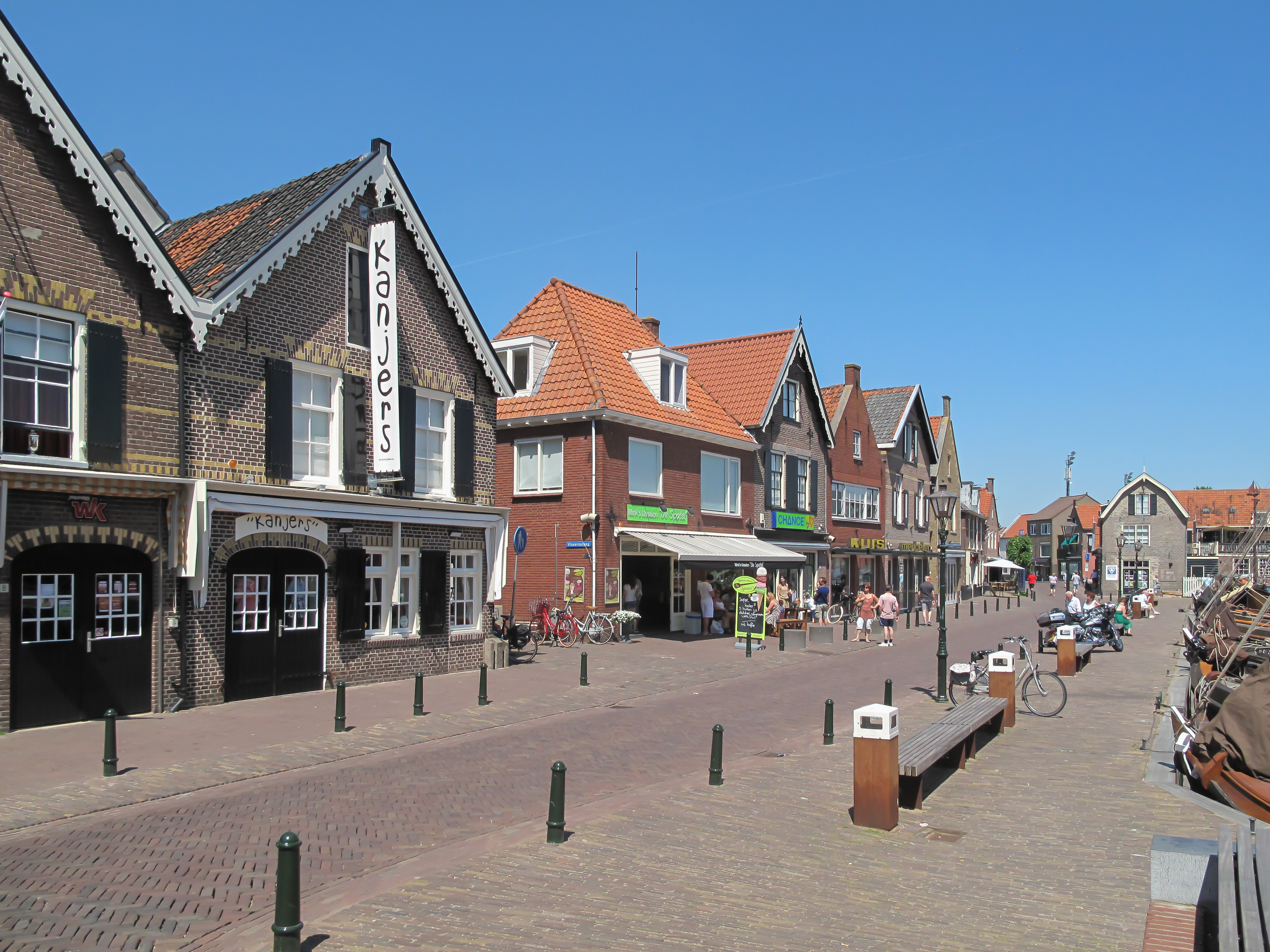
Vue de la rue: de Oude Schans

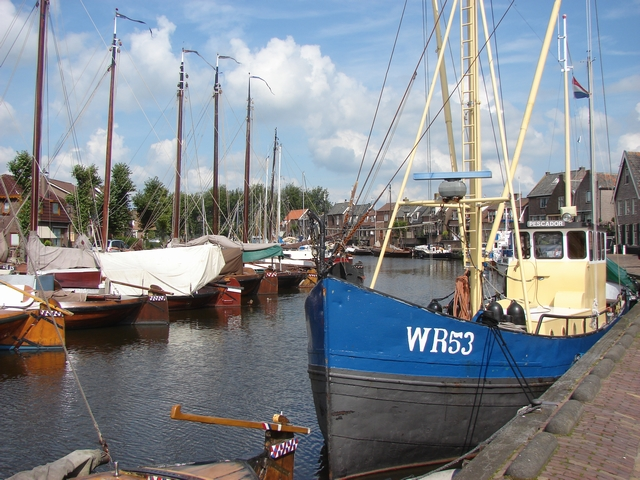
Port de Spakenburg

## Tourisme
Spakenburg présente des statues intéressantes, et on peut admirer ses fenêtres peintes. Il y a aussi un musée, et de vieilles maisons de pêcheurs.

### Costume
C'est un des derniers endroits des Pays-Bas où les femmes portent encore le costume traditionnel. Ce dernier est appelé kraplap. Il était autrefois porté par les hommes, les femmes et les enfants. Son port va diminuer fortement entre 1955 et 1965. En 2008, on recense encore 300 femmes qui portaient ce costume, la plus jeune étant née en 1950. Le dernier enfant à avoir porté le kraplap est une fille née en 1965.
L'évolution, au cours du temps, du nombre de femmes portant le costume traditionnel est donnée par la courbe suivante :
Le costume est constitué d'un tissu empesé, large sur les épaules. Décoré de motifs floraux colorés, il est de couleur noire, violette ou bleu foncé pour les personnes en deuil.

## Religion
La population de Bunschoten, Spakenburg et Eemdijk est connue pour sa religiosité. Une étude de la CBS indique qu'en 2009, 60 % des habitants sont pratiquants réguliers. La majorité des églises appartient à la religion réformée. L'importance de la religion se traduit, pratiquement, par le respect du repos dominical : ce jour-là, tous les magasins sont fermés. De même, le concubinage n'est pas accepté. Si une fille est enceinte, le père se voit dans l'obligation de se marier. L'homosexualité reste taboue. Le premier mariage entre homosexuels a eu lieu en 2007. Quatre « fonctionnaires du refus » ont annoncé, en 2008, leur refus de pratiquer ces mariages.

## Politique
Le principal parti de la ville est l'Union chrétienne. Cependant, à la différence de Staphorst et Urk, Spakenburg accueille une importante section du SGP.

## Économie
La pêche et la fabrication des gâteaux sont les ressources les plus connues de Spakenburg, mais on trouve également la métallurgie et l'industrie du béton, qui fournissent de nombreux emplois locaux. Bakkerij 't Stoepje est la plus grande boulangerie industrielle des Pays-Bas.
Le prix des locations non meublées est (2009) de l'ordre de 12 à 18 euros par mois le m2,.

## Sports

### Football
Spakenburg est connue pour ses équipes de football. Les clubs les plus célèbres sont les IJsselmeervogels Spakenburg, fondé le 6 juin 1932, et le SV Spakenburg, connus localement comme les «rouges» et les «bleus». Un match entre ces deux équipes est un derby. Il y a une grande rivalité entre les deux clubs. Cela va si loin que même le livre récemment (2009) publié sur le football est paru dans deux couleurs différentes (rouge et bleue).
Les IJsselmeervogels Spakenburg jouent au stade De Westmaat, qui comporte 6 000 places.
L'équipe féminine du SV Spakenburg est parrainée par la chanteuse de gospel Annemieke Koelewijn. Le club est entraîné (2009) par Wim Muijs.

### Sports nautiques
Spakenburg est situé sur l'Eemmeer, un des lacs de bordure au Sud du Flevoland. Le village possède plusieurs ports. Le Vieux port (datant des alentours de 1200) est le plus ancien. Il accueille les anciens botters toujours en fonctionnement, qui sont restaurés en tant que monuments du passé. Le second port est le Nouveau port (construit en 1887). Il est géré par l'association des sports nautiques (WSV) De Eendracht (1966), qui porte le nom de l'association de pêche du village qui l'a précédée (jusqu'en 1964). Un troisième port (des années 1970) est en dehors du village, et est géré par une organisation commerciale. Dans le WSV De Eendracht, les jeunes peuvent pratiquer la voile.
De nombreuses activités nautiques sont organisées dans l'ancien Zuiderzee. La compétition DARP et la Nuit de Spakenburg sont connues dans le monde des sports nautiques.

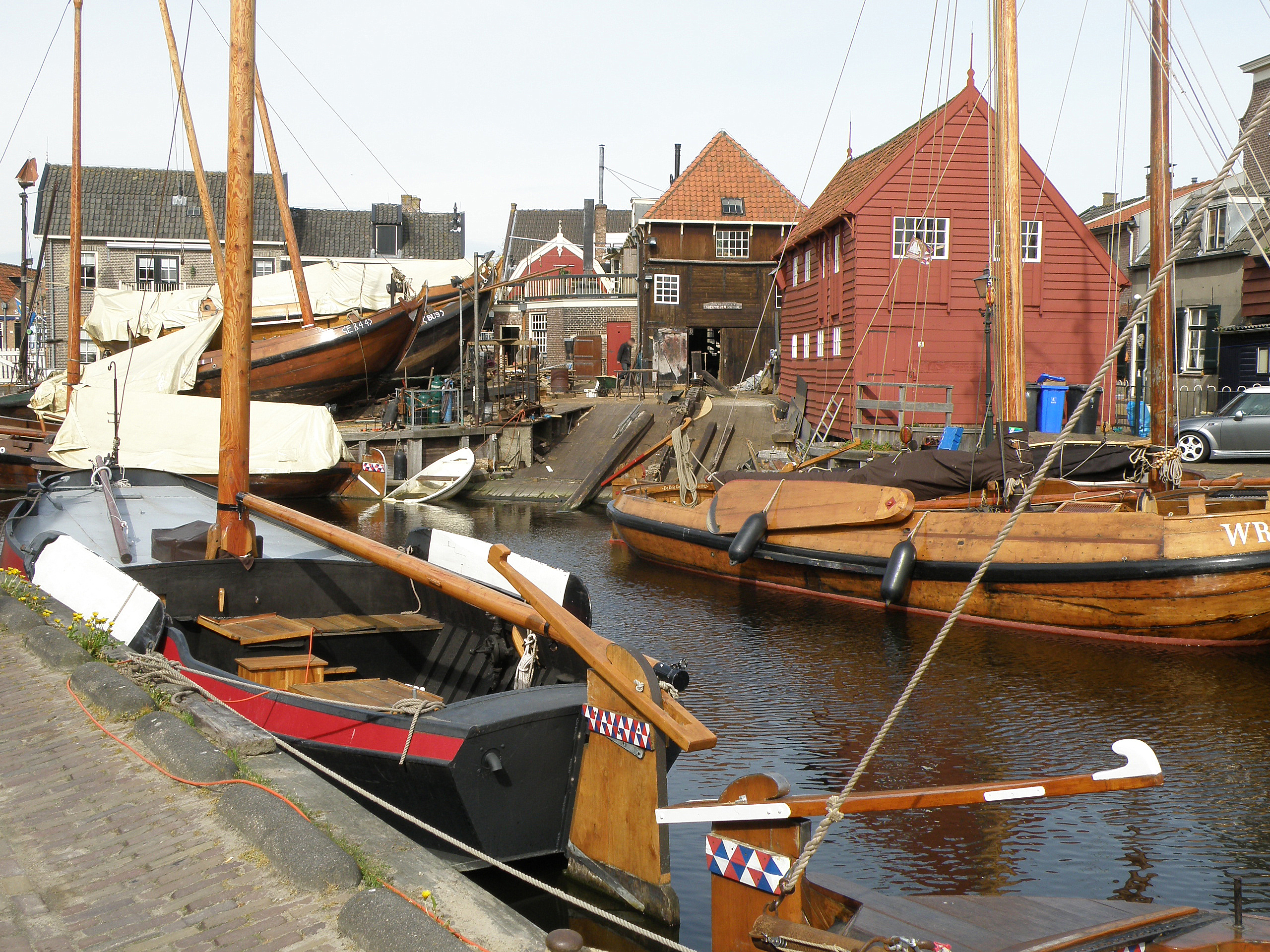
Le Vieux port de Spakenburg avec ses chantiers navals (Botterwerf)

## Événements annuels
- Orange Rugby Festival, généralement appelé "Rugby Festival" à Spakenburg et dans ses environs.
- Boucle de l'Eemmeer.
- Ligue DARP.
- Concours Zuidwal.
- Nuit de Spakenburg.
- Marche de nuit, durant quatre jours.
- Braderie d'art, de bricolage et de curiosités.
- Kermesse.
- Journées de Spakenburg.
- Concours de fumeurs d'anguilles.
- Kermesse des enfants.
- Journées des pêcheurs.
- Noël

## Dialecte
Dans la municipalité de Bunschoten, de nombreux habitants parlent encore le dialecte. Ce dialecte est menacé de disparaître à terme, parce que la communauté, jadis fermée, est maintenant et confrontée chaque jour à la langue néerlandaise.
Quelques mots de Spakenburg :
- Krek : précis, exact.
- Nanny et Groof : grand-mère et grand-père.
- Sjulekrupen : jouer à cache-cache.
- Tot : sucette.
- Afferpinnetsie : transporteur à bicyclette.
- Kukelesoantje : coccinelle.
- Pennevoegel : papillon.
- Vullus : ordures.
- Asvarken : pelle.

## Santé
Spakenburg est également connue pour les cas relativement fréquents de cholestase intra-hépatique récidivante bénigne, un trouble du métabolisme. C'est une maladie génétique qui touche à peine plus de un individu sur un million aux Pays-Bas, mais qui, à Spakenburg, compte cependant sept patients. La CIRB est donc souvent appelée «maladie de Spakenburg» aux Pays-Bas.
Comme les autres villes de pêcheurs de Volendam ou Urk, Spakenburg connait des problèmes d'alcoolisme et d'addiction aux drogues chez une proportion importante de la jeunesse. Ces villages de pêche sont aujourd'hui prospères, mais ont un passé de pauvreté. À Spakenburg, les Mères courageuses s'opposent à la consommation d'alcool et prônent la réduction de la consommation de drogue.

## Personnalités originaires de la commune
- Kevin van Diermen (né le 3 juillet 1989), footballeur.
- Klaas Zwaan (1922-1998), peintre.

## Note
1. 1 2